# گورو گرانت صاحب
گورو گرانت صاحب یازدهمین گورو در آئین سیک است؛ گورو گوبیند سینگ (۱۶۶۶–۱۷۰۸) دهمین گوروی (مرشد) آئین سیک، برخلاف رویه گوروهای پیشین، هیچ‌یک از فرزندان و شاگردانش را به جانشینی خود تعیین نکرد، و در عوض متن مقدس آدی گرانت را که پیش از آن گورو ارجن گردآوری کرده بود، گوروی جاودانی نامید. گورو گرانت صاحب در عبادت پیروان مذهب سیک، نقش محوری دارد. منبع اولیه آن، نوشته‌ها و سرودهای گوروهاست که از روایات و متون دو دیانت هندو و اسلام نیز بهره گرفته‌است.
گورو گرانت صاحب کتاب پرحجمی است اما تمام آن در یک زمان نگاشته نشده‌است؛ نگارش این کتاب از ۴۶۹ تا ۱۷۰۸ میلادی به طول انجامیده‌است.
این کتاب به خط گرمکهی و به زبان پنجابی نوشته شده‌است اما گاه اشعاری از زبان هندی و فارسی نیز در آن وارد شده‌است.

## تاریخچه
نخستین بار، نانک، بنیانگذار آئین سیک مجموعه‌ای از نوشته‌ها و اشعار خود را در دست نوشته‌ای به نام پوثی جمع‌آوری کرد. گورو انگد، ۶۳ سروده از سروده‌های خود را به آن افزود. گورو امرداس ۹۷۴ شعر به پوئی افزود؛ و مجموعه آن را گوئیندوال پوثی نامید.
در زمان پیشوایی گورو ارجن، نسخه‌های مختلفی از گوئیندوال پوثی به وجود آمده بود؛ از سوی دیگر برخی مبلغین آئین سیک نوشته‌ها و سرودهایی را از خود نوشته و به گوروها نسبت می‌دادند؛ در چنین شرایطی گورو ارجن درصدد برآمد تا با تهیه یک نسخه واحد، از ورود تفرقه به نوشته‌ها جلوگیری کند. تدوین نسخه واحد که آدی گرانت نامیده شد، در سال ۱۵۹۹ میلادی آغاز گشت. در جریان تألیف این کتاب، روایت‌های معتبر حفظ و باقی روایات از بین برده شدند. نخستین دست نوشته با نظارت گورو ارجن و به خط کاتب ویژه او بهای گورداس تهیه شد. این نسخه دست نوشته هنوز برجای مانده‌است.
به فرمان گورو ارجن، آدی گرانت در دربار صاحب در امریتسار نصب شد؛ نسخه دیگری از آدیگرانت تهیه شد که گورو ارجن آن را تأیید نمود؛ این نسخه دوم امروزه در معبد کارتاپور نگهداری می‌شود.
در زمان گورو هرگوبیند، نسخه اصلی توسط یکی از افراد خاندان گورو ربوده شد؛ سی سال بعد، در زمان پیشوایی گورو تیغ بهادر، این نسخه بازپس گرفته شد.
آخرین نسخه آدی گرانت در زمان پیشوایی گورو گوبیند سینگ آماده شد، این نسخه به دستخط بهای مانی سینگ با نام مستعار دمدام صاحب هنوز برجای مانده‌است. گورو گوبیند سینگ اشعار گوروی پیش از خود، گورو تیغ بهادر را به آدی گرانت افزود؛ اما برای اشعار خودش مجموعه جدایی تهیه کرد. نسخه گورو گوبیند سینگ نخستین بار در سال ۱۷۰۴ از آمریتسار به دکن و در سال ۱۷۰۸ از دکن به ناندد منتقل شد.
گورو گرانت صاحب به راجاهای مختلف تقسیم می‌شود؛ متن گرانت صاحب یکپارچه و منظم نیست و در آن ترتیب تاریخی و زمانی گوروها رعایت نشده‌است. از نظر سیک‌ها تأکید کردن بر بخش خاصی از گرانت صاحب ممنوع است؛ و همه بخش‌های این کتاب از اهمیت یکسان برخوردار است.
دادگاه عالی هند به دلایل تاریخی و حقوقی، گرانت صاحب را یک شخص حقوقی به‌شمار می‌آورد؛ و چنین ادعایی را در جریان چندین پرونده قضایی مطرح کرده‌است.
دهمین گوروی آئین سیک در اکتبر ۱۷۰۸، نام آدی گرانت را به گورو گرانت صاحب (در لغت پیشوا کتاب خدا) تغییر داد. این رویداد که گورو گوبیند سینگ کتاب آدی گرانت را بر جایگاه مخصوص گوروها نشانید، در کتاب بهاتواهی ثبت شده‌است. تمام سیک‌ها بر این متفق هستند که که گورو گرانت صاحب گوروی جاودانی است و پس از او گورویی نخواهد آمد.
پراهالد سینگ یکی از همراهان نزدیک گورو گوبیند سینگ و نویسنده کتاب رهیدنامه می‌نویسد: «همه سیک‌ها فرمان یافته‌اند که از گرانت سینگ اطاعت کرده، او را گورو بنامند.»

## نگارش
گوروهای سیک خط جدیدی را برای نگاشتن متون مقدس خود ابداع کردند که به خط گرمکهی مشهور است؛ و با این که منشأ اصلی این خط نامعلوم است، برخی آن را به نانک و برخی دیگر به گورو انگد نسبت داده‌اند. این خط، رایج‌ترین خط در ایالت پنجاب است که معنای آن «زبان گورو» است.
گورو گرانت صاحب به چهار صد و سی بخش تقسیم شده‌است و هر یک انگس نامیده می‌شود. اصل متن به سیصد و پنج راجا تقسیم می‌شود که واحد موسیقایی کتاب گرانت صاحب است. گرانت صاحب را از نظر ساختار نگارش به سه بخش تقسیم کرده‌اند؛ بخش نخست عمدتاً سروده‌های گورو نانک، بخش دوم سروده‌های گورو ارجن و بخش سوم سروده‌های گورو تیغ بهادر است.
سیک‌ها عموماً گرانت صاحب را به زبان پنجابی و به خط گرمکهی می‌خوانند؛ به همین دلیل سیک‌ها از سرتاسر جهان این زبان را می‌آموزند؛ با این حال ممنوعیتی برای ترجمه گرانت صاحب به زبان‌های دیگر وجود ندارد و این کتاب به زبان‌های مختلف ترجمه شده‌است.

## آداب تلاوت

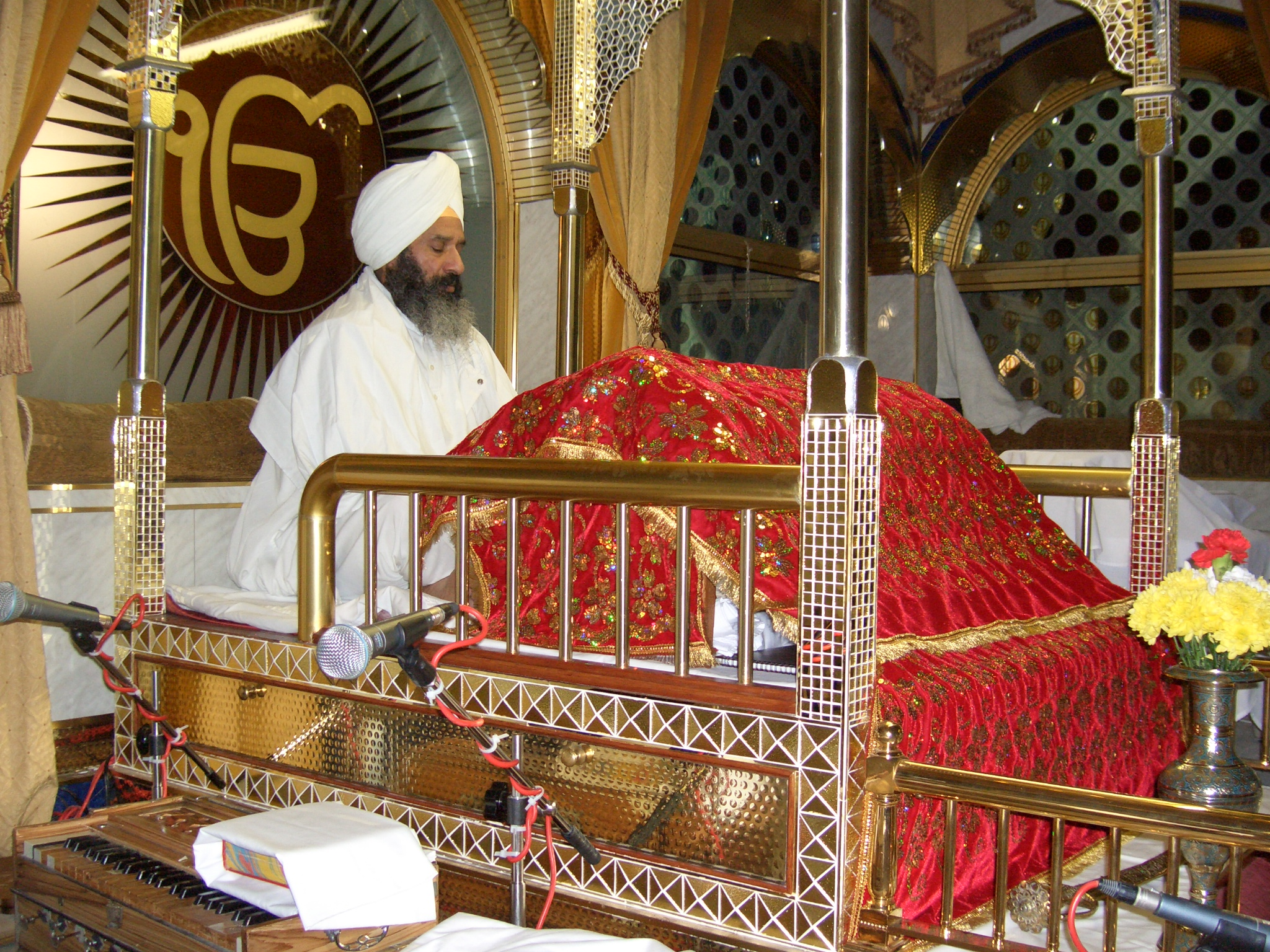
کاهن سیک در حال تلاوت گورو گرانت صاحب

گورو گرانت صاحب باید همیشه بر روی یک سکوی بلند موسوم به تخت قرار گیرد. سیک‌ها موظفند در حضور گورو گرانت صاحب سر را بپوشانند و کفش‌ها را از پا دربیاورند؛ همچنین برای دست زدن به گرانت صاحب می‌بایست پیشتر حمام کرد و دست‌ها را شست. تلاوت گرانت صاحب به جماعت نیز صورت می‌گیرد؛ همه سیک‌ها در حین تلاوت کتاب موظفند بر زمین بنشینند و به احترام گرانت صاحب خم شوند. در معبد طلایی آمریتسار، گورو گرانت صاحب هر روز با تشریفات خاصی آورده و در شب به جای خواب مخصوص برده می‌شود.